# Oromocto
Oromocto ist eine Stadt in der kanadischen Provinz New Brunswick. Sie hat 9223 Einwohner (Stand: 2016). 2011 betrug die Einwohnerzahl 8932.

## Geographie
Oromocto liegt im Sunbury County. Am westlichen Rand fließt der Oromocto River, im Norden der Saint John River. Die Verbindungsstraßen New Brunswick Route 102 und New Brunswick Route 2 verlaufen durch den Ort. Fredericton befindet sich rund 20 Kilometer entfernt in nordwestlicher Richtung. Der Fredericton International Airport grenzt im Nordwesten an Oromocto.

## Geschichte
Die Ureinwohner der Region waren die Algonkinindianer, die den Ort und den Fluss
wel-a-mook-took   (deep water =tiefes Wasser) nannten. Daraus entwickelten die Siedler später den Namen Oromocto. Diese kamen in den 1600er Jahren aus Frankreich, in den 1760er Jahren auch aus England. Hauptlebensgrundlage der Einwohner waren die Holz- und Forstwirtschaft sowie der Schiffbau. Im Jahr 1956 erhielt der Ort die Stadtrechte. Mit dem Bau des Truppenübungsplatzes CFB Gagetown erlangte der Ort einen starken Aufschwung und viele neue Betriebe siedelten sich an. Dadurch erhielt die Stadt einen Modellstatus und 
wurde als Canada's Model Town bezeichnet. Die Museen Canadian Forces Base Gagetown Military Museum sowie New Brunswick Military History Museum befinden sich in Oromocto.

## Söhne und Töchter der Stadt
- John Douglas Hazen (1860–1937), Rechtsanwalt und Politiker
- Corey Neilson (* 1976), Eishockeyspieler